# Doradztwo informatyczne
Doradztwo informatyczne (konsulting informatyczny) – działalność usługowa w zakresie zastosowań technologii informatycznych. Obejmuje planowanie i projektowanie systemów komputerowych, które łączą sprzęt komputerowy, oprogramowanie i technologie komunikacyjne, włączając szkolenia dla użytkowników.
Jest to rosnący trend wśród przedsiębiorstw informatycznych, które oprócz bodyleasingu oraz tworzenia aplikacji internetowych coraz częściej oferują złożone usługi konsultingowe. Można zauważyć duże zapotrzebowanie na usługi doradcze dotyczące m.in. chmury obliczeniowej (ang. cloud computing).